# Kevin Volland
Kevin Volland (Marktoberdorf, 30 juli 1992) is een Duits voetballer die doorgaans als aanvaller speelt. Hij verruilde AS Monaco in augustus 2023 voor Union Berlin. Volland debuteerde in 2014 in het Duits voetbalelftal.

## Clubcarrière
Volland stroomde door vanuit de jeugd van TSV 1860 München. Hiervoor maakte hij in september 2010 zijn debuut in het betaald voetbal, in de 2. Bundesliga. Hij speelde in de volgende twee seizoenen 57 speelronden voor de club en maakte daarin 20 doelpunten. Volland tekende op 13 januari 2011 een contract voor 4,5 jaar bij TSG 1899 Hoffenheim, dat hem de rest van het seizoen 2011/12 nog op huurbasis bij zijn oude club liet. Hij sloot zich in juli 2012 vervolgens aan bij Hoffenheim. Hiervoor maakte hij in augustus 2012 zijn debuut in de Bundesliga. Volland maakte op zaterdag 22 augustus 2015 tijdens een competitiewedstrijd thuis tegen Bayern München na negen seconden 1–0. Hiermee evenaarde hij het record voor het snelste doelpunt in de Bundesliga ooit, dat Karim Bellarabi vestigde op zaterdag 23 augustus 2014. Bayern München won de wedstrijd daarna alsnog met 1–2.
Bayer Leverkusen maakte in mei 2016 bekend dat Volland en de club akkoord waren over een vijfjarige verbintenis. Leverkusen was in het voorgaande seizoen derde geworden, wat voor Volland betekende dat hij naar een Champions League-deelnemer ging. Spierproblemen kostten hem bijna vier maanden van zijn eerste seizoen, maar daarna was hij ook in de subtop twee seizoenen een onbetwiste basisspeler. Daarbij scoorde hij in zowel 2017/18 als 2018/19 veertien keer in de Bundesliga. Volland bereikte in 2019/20 de finale van de DFB-Pokal met Bayer Leverkusen. Zijn teamgenoten en hij konden daarin niet op tegen Bayern München.
Volland tekende in september 2020 voor vier jaar bij AS Monaco. Hier ging hij een aanvalsduo vormen met Wissam Ben Yedder. Hij maakte in de competitie van 2020/21 zestien goals, een nieuw persoonlijk record. Bij die productie kwam hij daarna niet meer in de buurt. Coach Philippe Clement gaf in seizoen 2022/23 de voorkeur aan Ben Yedder, Krépin Diatta en Breel Embolo en degradeerde Volland tot invaller.
Volland verruilde AS Monaco in augustus 2023 voor Union Berlin. Dat was in het voorgaande seizoen vierde geworden en bezig een team samen te stellen om voor het eerst de Champions League mee in te gaan.

## Clubstatistieken
| Seizoen         | Club                | Competitie      | Competitie | Competitie | Beker | Beker | Internationaal | Internationaal | Overig | Overig | Totaal | Totaal |
| Seizoen         | Club                | Competitie      | Wed.       | Dlp.       | Wed.  | Dlp.  | Wed.           | Dlp.           | Wed.   | Dlp.   | Wed.   | Dlp.   |
| --------------- | ------------------- | --------------- | ---------- | ---------- | ----- | ----- | -------------- | -------------- | ------ | ------ | ------ | ------ |
| 2010/11         | 1860 München        | 2. Bundesliga   | 24         | 6          | 1     | 0     | –              | –              | –      | –      | 25     | 6      |
| 2011/12         | 1860 München        | 2. Bundesliga   | 33         | 14         | 2     | 1     | –              | –              | –      | –      | 35     | 15     |
| Club totaal     | Club totaal         | Club totaal     | 57         | 20         | 3     | 1     | 0              | 0              | 0      | 0      | 60     | 21     |
| 2012/13         | 1899 Hoffenheim     | Bundesliga      | 34         | 6          | 1     | 0     | –              | –              | 2      | 0      | 37     | 6      |
| 2013/14         | 1899 Hoffenheim     | Bundesliga      | 33         | 11         | 4     | 1     | –              | –              | –      | –      | 37     | 12     |
| 2014/15         | 1899 Hoffenheim     | Bundesliga      | 32         | 8          | 4     | 2     | –              | –              | –      | –      | 36     | 10     |
| 2015/16         | 1899 Hoffenheim     | Bundesliga      | 33         | 8          | 1     | 0     | –              | –              | –      | –      | 34     | 8      |
| Club totaal     | Club totaal         | Club totaal     | 132        | 33         | 10    | 3     | 0              | 0              | 2      | 0      | 144    | 36     |
| 2016/17         | Bayer 04 Leverkusen | Bundesliga      | 23         | 6          | 2     | 2     | 6              | 1              | 0      | 0      | 31     | 9      |
| 2017/18         | Bayer 04 Leverkusen | Bundesliga      | 31         | 14         | 4     | 0     | –              | –              | 0      | 0      | 35     | 14     |
| 2018/19         | Bayer 04 Leverkusen | Bundesliga      | 34         | 14         | 3     | 1     | 5              | 0              | 0      | 0      | 42     | 15     |
| 2019/20         | Bayer 04 Leverkusen | Bundesliga      | 27         | 10         | 4     | 1     | 6              | 1              | 0      | 0      | 37     | 12     |
| Club totaal     | Club totaal         | Club totaal     | 115        | 44         | 13    | 4     | 17             | 2              | 0      | 0      | 145    | 50     |
| 2020/21         | AS Monaco           | Ligue 1         | 35         | 16         | 5     | 2     | –              | –              | –      | –      | 40     | 18     |
| 2021/22         | AS Monaco           | Ligue 1         | 34         | 9          | 5     | 3     | 12             | 3              | –      | –      | 51     | 15     |
| 2022/23         | AS Monaco           | Ligue 1         | 17         | 3          | 0     | 0     | 7              | 3              | –      | –      | 24     | 6      |
| Club totaal     | Club totaal         | Club totaal     | 86         | 28         | 10    | 5     | 19             | 6              | 0      | 0      | 115    | 39     |
| 2023/24         | Union Berlin        | Bundesliga      | 1          | 0          | 0     | 0     | 0              | 0              | –      | –      | 1      | 0      |
| Club totaal     | Club totaal         | Club totaal     | 1          | 0          | 0     | 0     | 0              | 0              | 0      | 0      | 1      | 0      |
| Carrière totaal | Carrière totaal     | Carrière totaal | 391        | 125        | 36    | 13    | 36             | 8              | 2      | 0      | 465    | 146    |

Bijgewerkt op 21 augustus 2023

## Interlandcarrière
Volland kwam uit voor alle Duitse nationale jeugdselecties vanaf Duitsland –17. Hij nam met Duitsland –17 deel aan het WK –17 van 2009 en met Duitsland –21 aan zowel het EK –21 van 2013 als het EK –21 van 2015. 
Volland maakte op 13 mei 2014 onder leiding van bondscoach Joachim Löw zijn debuut in het Duits voetbalelftal, in een oefenwedstrijd tegen Polen (0–0). Die dag debuteerden ook Christian Günter, Oliver Sorg, Shkodran Mustafi, Antonio Rüdiger, Sebastian Rudy, Christoph Kramer, Leon Goretzka, André Hahn, Max Meyer, Maximilian Arnold en Sebastian Jung. Hij moest tot na het WK 2014 wachten op zijn volgende interland en werd ook daarna zo nu en dan eens opgeroepen. Voor eindtoernooien werd hij niet geselecteerd. Na zijn tiende interland in november 2016 werd Volland ruim 4,5 helemaal niet meer opgeroepen, tot Löw hem vlak voor het EK 2020 weer selecteerde en hem vervolgens ook meenam naar het toernooi zelf. Hierop mocht hij twee keer invallen.
| Interlands van Kevin Volland voor Duitsland | Interlands van Kevin Volland voor Duitsland | Interlands van Kevin Volland voor Duitsland | Interlands van Kevin Volland voor Duitsland | Interlands van Kevin Volland voor Duitsland | Interlands van Kevin Volland voor Duitsland |
| №                                           | Datum                                       | Wedstrijd                                   | Uitslag                                     | Competitie                                  | Goals                                       |
| Als speler bij TSG 1899 Hoffenheim          | Als speler bij TSG 1899 Hoffenheim          | Als speler bij TSG 1899 Hoffenheim          | Als speler bij TSG 1899 Hoffenheim          | Als speler bij TSG 1899 Hoffenheim          | Als speler bij TSG 1899 Hoffenheim          |
| ------------------------------------------- | ------------------------------------------- | ------------------------------------------- | ------------------------------------------- | ------------------------------------------- | ------------------------------------------- |
| 1.                                          | 13 mei 2014                                 | Duitsland – Polen                           | 0 – 0                                       | Vriendschappelijk                           |                                             |
| 2.                                          | 14 november 2014                            | Duitsland – Gibraltar                       | 4 – 0                                       | Kwalificatie EK 2016                        |                                             |
| 3.                                          | 18 november 2014                            | Spanje – Duitsland                          | 0 – 1                                       | Vriendschappelijk                           |                                             |
| 4.                                          | 8 oktober 2015                              | Ierland – Duitsland                         | 1 – 0                                       | Kwalificatie EK 2016                        |                                             |
| 5.                                          | 13 november 2015                            | Frankrijk – Duitsland                       | 2 – 0                                       | Vriendschappelijk                           |                                             |
| 6.                                          | 29 maart 2016                               | Duitsland – Italië                          | 4 – 1                                       | Vriendschappelijk                           |                                             |
| Als speler bij Bayer 04 Leverkusen          |                                             |                                             |                                             |                                             |                                             |
| 7.                                          | 31 augustus 2016                            | Duitsland – Finland                         | 2 – 0                                       | Vriendschappelijk                           |                                             |
| 8.                                          | 11 oktober 2016                             | Duitsland – Noord-Ierland                   | 2 – 0                                       | Kwalificatie WK 2018                        |                                             |
| 9.                                          | 11 november 2016                            | San Marino – Duitsland                      | 0 – 8                                       | Kwalificatie WK 2018                        | Goal                                        |
| 10.                                         | 15 november 2016                            | Italië – Duitsland                          | 0 – 0                                       | Vriendschappelijk                           |                                             |